# Austin Trout
Austin Trout (* 18. September 1985 in Las Cruces, New Mexico) ist ein US-amerikanischer Profiboxer und ehemaliger Weltmeister der WBA im Halbmittelgewicht.

## Boxkarriere
Als Amateurboxer bestritt er 205 Kämpfe, von denen er 163 gewann. 2004 wurde er US-amerikanischer Meister im Weltergewicht und kam in die Alternativauswahl für die Olympischen Spiele 2004 in Athen, an denen er letztendlich nicht teilnahm. Bei den US-Meisterschaften 2005, erreichte er den 3. Platz im Weltergewicht.
Am 16. September 2005 gab er in Albuquerque sein Profidebüt gegen Justo Almazán und gewann durch t.K.o. in Runde 3. Auch seine nächsten sieben Kämpfe konnte er vorzeitig entscheiden, darunter gegen den ehemaligen Mid-American-Meister Raúl Muñoz. Am 21. Dezember 2007 besiegte er den ehemaligen, Mexikanischen Meister und Latino-Meister der WBO, Erik Rafael Esquivel durch einstimmigen Punktesieg.
Am 14. März 2009 sicherte er sich in El Paso durch t.K.o. in Runde 2 gegen Martin Avila den vakanten „Continental Americas Titel“ der WBA im Halbmittelgewicht. Am 31. Juli selben Jahres, gelang ihm auch ein t.K.o.-Sieg in Runde 8 gegen den ehemaligen Interimweltmeister der WBC, Marcos Primera. Am 5. September gewann er durch Punktesieg gegen Nilson Julio Tapia, den „Fedelatin-Titel“ der WBA im Halbmittelgewicht.
Am 5. Februar 2011 gewann er in Guadalajara durch einstimmigen Punktsieg gegen Rigoberto Álvarez (27-2) den vakanten WBA-Weltmeistergürtel im Halbmittelgewicht und verteidigte den Titel am 11. Juni gegen Nordamerika-Meister David López (40-12). Am 11. November verteidigte er den Titel durch t.K.o. in Runde 6 gegen den Australier Frank LoPorto (15-4).
Am 2. Juni 2012 siegte er in seiner dritten Titelverteidigung einstimmig nach Punkten gegen Delvin Rodriguez (26-5). Am 1. Dezember 2012 setzte er sich einstimmig nach Punkten gegen Miguel Cotto (37-3) durch. Am 20. April 2013 bestritt er eine Titel-Vereinigung gegen WBC-Weltmeister Saúl Álvarez (41-0), musste sich diesem jedoch nach Punkten geschlagen geben.
Beim erneuten Kampf um die WBA-Weltmeisterschaft am 7. Dezember 2013 in New York City, unterlag er nach Punkten gegen Erislandy Lara. 2014 besiegte er Daniel Dawson (40-3) und Luis Grajeda (18-3).
Im Mai 2015 besiegte er Luis Galarza (20-3) vorzeitig und vier Monate später auch Joey Hernandez (24-3) durch K. o. in der sechsten Runde. Er boxte daraufhin im Mai 2016 um den IBF-Weltmeistertitel im Halbmittelgewicht, verlor jedoch gegen Titelträger Jermall Charlo (23-0) nach Punkten. Einen weiteren Kampf um die IBF-Weltmeisterschaft verlor er im Oktober 2017 gegen Jarrett Hurd (20-0).
Im Juni 2018 bestritt er einen Kampf gegen Jermell Charlo (30-0), Bruder von Jermall Charlo, um den WBC-Titel im Halbmittelgewicht und verlor diesen nach einer Mehrheitsentscheidung (115-155; 115-111; 115-108). Im Mai 2019 boxte er Unentschieden gegen Terrell Gausha (21-1).

## Sonstiges
Austin Trout ist mit Taylor Hardardt verlobt, die zugleich koordinierende Assistentin seines Managements „No Doubt Entertainment“ ist. Sie trat zudem in der Reality-TV-Serie Say Yes to the Dress auf, in der sie in New York nach dem passenden Hochzeitsoutfit suchte.
In der Neujahrsnacht 2013 wurde Trout wegen Verdachts auf Trunkenheit in der Öffentlichkeit und Verdachts einer Beteiligung bei einer Schlägerei in El Paso vorläufig festgenommen, jedoch nach zwei Stunden wieder entlassen. Die Vorwürfe konnten nicht erhärtet werden.